# Brocourt-en-Argonne
Pour les articles homonymes, voir Brocourt et Argonne.
Brocourt-en-Argonne est une commune française située dans le département de la Meuse en région Grand Est. Elle a été rattachée, en même temps que la commune de Brabant-en-Argonne à la commune de Récicourt le 1er janvier 1973 puis elles en ont ensemble été détachées en 2003.

## Géographie
Le territoire de la commune est limitrophe de ceux de cinq communes :
| Brabant-en-Argonne  | Brabant-en-Argonne  | Dombasle-en-Argonne                 |
| Brabant-en-Argonne  | Brocourt-en-Argonne | Jouy-en-Argonne Nixéville-Blercourt |
| Clermont-en-Argonne | Clermont-en-Argonne | Les Souhesmes-Rampont               |

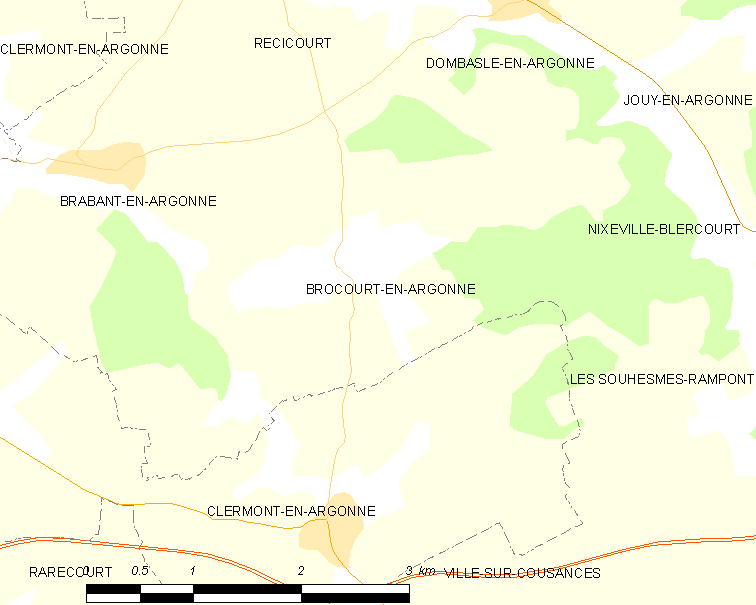
Carte de la commune.
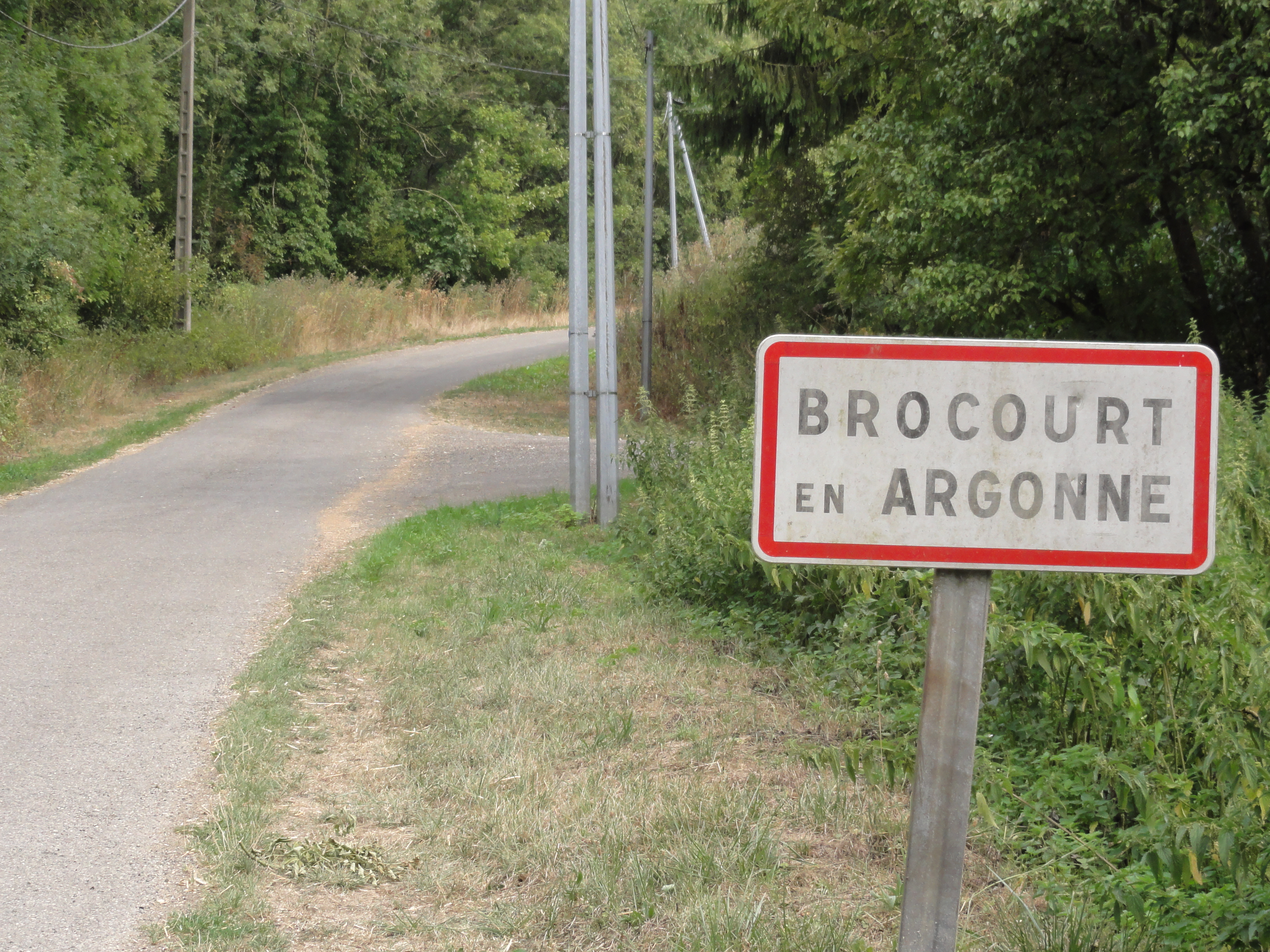
Entrée de Brocourt.

### Hydrographie
La commune est dans la région hydrographique « la Seine du confluent de l'Oise (inclus) à l'embouchure » au sein du bassin Seine-Normandie. Elle est drainée par la Cousances et le ruisseau de la Fontaine,.
La Cousances, d'une longueur de 29 km, prend sa source dans la commune de Souilly et se jette  dans l'Aire à Aubréville, après avoir traversé neuf communes. 

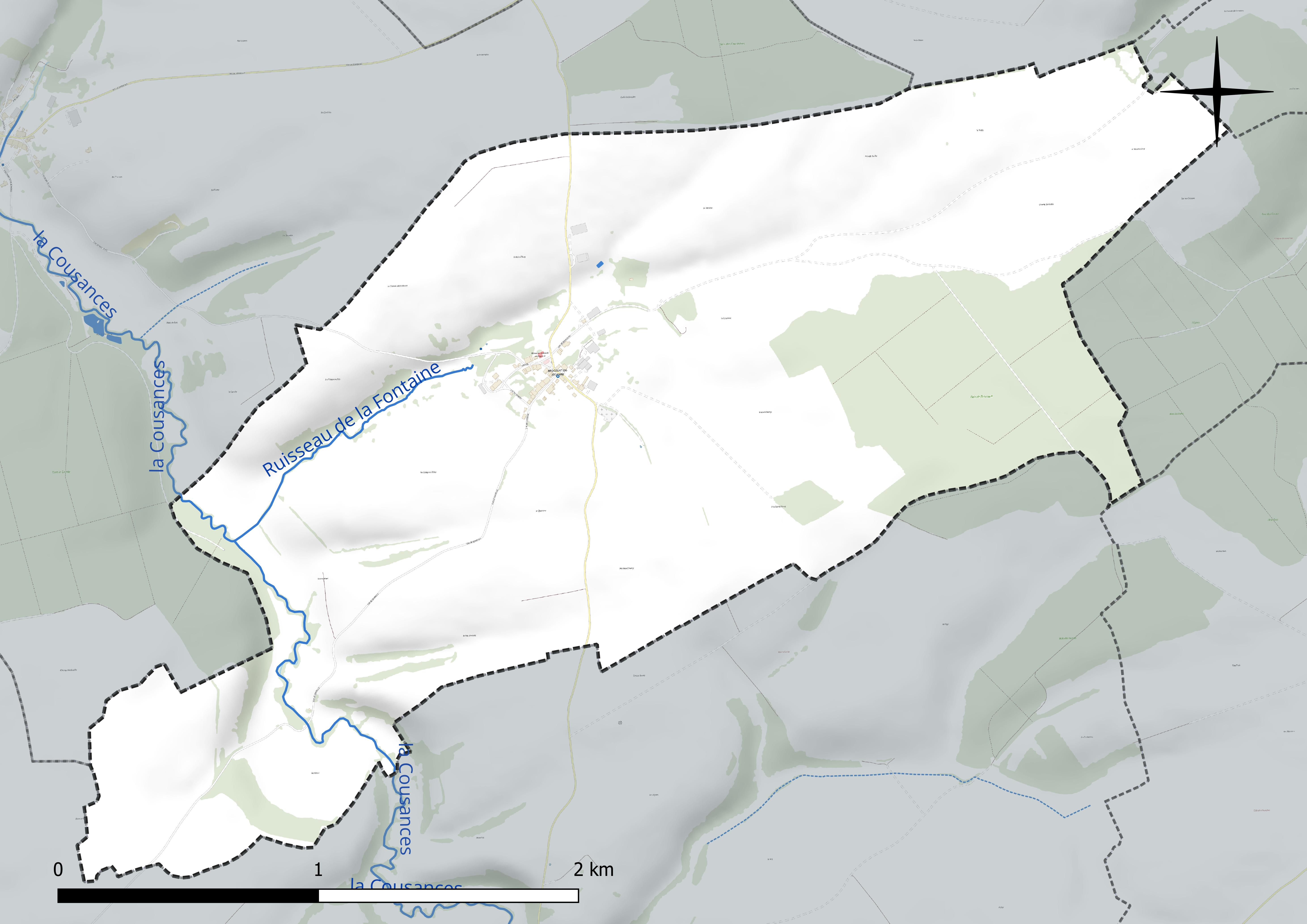
Réseau hydrographique de Brocourt-en-Argonne.

### Climat
Pour des articles plus généraux, voir Climat du Grand Est et Climat de la Meuse.
En 2010, le climat de la commune est de type climat de montagne, selon une étude du Centre national de la recherche scientifique s'appuyant sur une série de données couvrant la période 1971-2000. En 2020, Météo-France publie une typologie des climats de la France métropolitaine dans laquelle la commune est exposée à un climat océanique altéré et est dans la région climatique  Lorraine, plateau de Langres, Morvan, caractérisée par un hiver rude (1,5 °C), des vents modérés et des brouillards fréquents en automne et hiver. 
Pour la période 1971-2000, la température annuelle moyenne est de 9,8 °C, avec une amplitude thermique annuelle de 16 °C. Le cumul annuel moyen de précipitations est de 1 002 mm, avec 14 jours de précipitations en janvier et 9,5 jours en juillet. Pour la période 1991-2020, la température moyenne annuelle observée sur la station météorologique de Météo-France la plus proche, « Aubréville_sapc », sur la commune d'Aubréville à 7 km à vol d'oiseau, est de 10,9 °C et le cumul annuel moyen de précipitations est de 854,3 mm. 
La température maximale relevée sur cette station est de 41,8 °C, atteinte le 25 juillet 2019 ; la température minimale est de −15,7 °C, atteinte le 20 décembre 2009,,. 
Les paramètres climatiques de la commune ont été estimés pour le milieu du siècle (2041-2070) selon différents scénarios d'émission de gaz à effet de serre à partir des nouvelles projections climatiques de référence DRIAS-2020. Ils sont consultables sur un site dédié publié par Météo-France en novembre 2022.

## Urbanisme

### Typologie
Au 1er janvier 2024, Brocourt-en-Argonne est catégorisée commune rurale à habitat très dispersé, selon la nouvelle grille communale de densité à sept niveaux définie par l'Insee en 2022.
Elle est située hors unité urbaine. Par ailleurs la commune fait partie de l'aire d'attraction de Verdun, dont elle est une commune de la couronne,. Cette aire, qui regroupe 103 communes, est catégorisée dans les aires de moins de 50 000 habitants,.

### Occupation des sols
L'occupation des sols de la commune, telle qu'elle ressort de la base de données européenne d’occupation biophysique des sols Corine Land Cover (CLC), est marquée par l'importance des territoires agricoles (86,1 % en 2018), une proportion identique à celle de 1990 (86,1 %). La répartition détaillée en 2018 est la suivante : 
terres arables (73,8 %), forêts (13,9 %), prairies (12,3 %). L'évolution de l’occupation des sols de la commune et de ses infrastructures peut être observée sur les différentes représentations cartographiques du territoire : la carte de Cassini (XVIIIe siècle), la carte d'état-major (1820-1866) et les cartes ou photos aériennes de l'IGN pour la période actuelle (1950 à aujourd'hui).

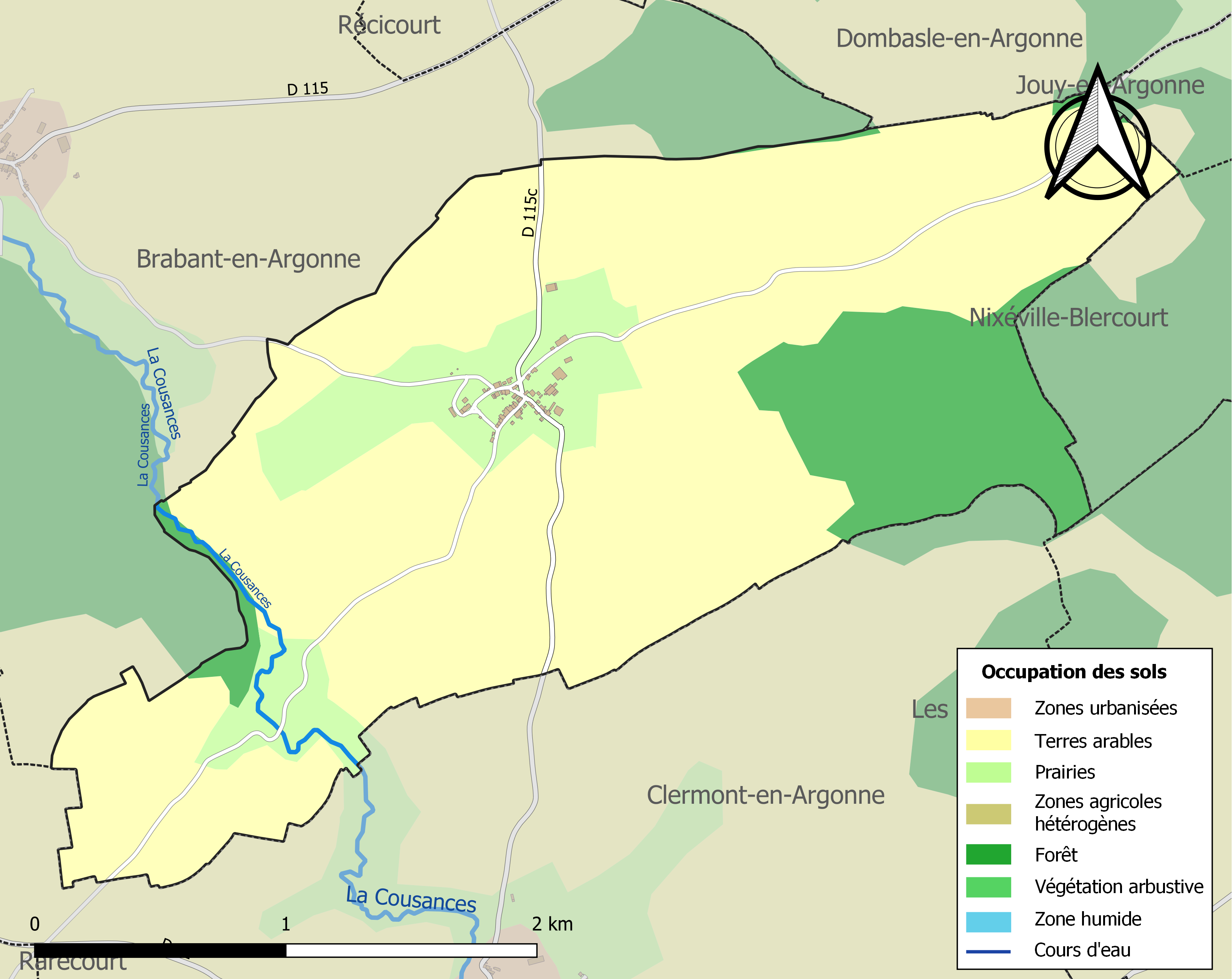
Carte des infrastructures et de l'occupation des sols de la commune en 2018 (CLC).

## Toponymie
Le nom de la localité est attesté sous les formes Allodium de Beroldicurte (1051) ; Beroldi-curtis (1061) ; Berulci-curtis (1161) ; Braucourt (1571) ; Bedrilphicuria (1642) ; Broucourt (1642) ; Beaucourt (1656) ; Brancour (1700) ; Brocensi-curia (1738).

L'Argonne est une région naturelle de la France, qui chevauche les départements de la Marne, des Ardennes et de la Meuse, à l'est du bassin parisien.

## Histoire
Le diocèse dépendait de Verdun et la seigneurie appartenait au duc de Lorraine, la justice dépendait des princes de Condé.

## Politique et administration
| Période                                  | Période  | Identité                                      | Étiquette | Qualité            |
| ---------------------------------------- | -------- | --------------------------------------------- | --------- | ------------------ |
| Les données manquantes sont à compléter. |          |                                               |           |                    |
| mars 2001                                | En cours | Jean Friedrich Réélu pour le mandat 2020-2026 |           | Ancien agriculteur |

## Population et société

### Démographie

#### Évolution démographique
L'évolution du nombre d'habitants est connue à travers les recensements de la population effectués dans la commune depuis 1793. Pour les communes de moins de 10 000 habitants, une enquête de recensement portant sur toute la population est réalisée tous les cinq ans, les populations de référence des années intermédiaires étant quant à elles estimées par interpolation ou extrapolation. Pour la commune, le premier recensement exhaustif entrant dans le cadre du nouveau dispositif a été réalisé en 2006.

En 2022, la commune comptait 46 habitants, en évolution de −2,13 % par rapport à 2016 (Meuse : −4,4 %, France hors Mayotte : +2,11 %).
| 1793 | 1800 | 1806 | 1821 | 1831 | 1836 | 1841 | 1846 | 1851 |
| ---- | ---- | ---- | ---- | ---- | ---- | ---- | ---- | ---- |
| 183  | 215  | 231  | 211  | 198  | 205  | 215  | 242  | 255  |

| 1856 | 1861 | 1866 | 1872 | 1876 | 1881 | 1886 | 1891 | 1896 |
| ---- | ---- | ---- | ---- | ---- | ---- | ---- | ---- | ---- |
| 230  | 230  | 218  | 193  | 178  | 185  | 175  | 167  | 165  |

| 1901 | 1906 | 1911 | 1921 | 1926 | 1931 | 1936 | 1946 | 1954 |
| ---- | ---- | ---- | ---- | ---- | ---- | ---- | ---- | ---- |
| 148  | 148  | 146  | 109  | 119  | 126  | 114  | 95   | 117  |

| 1962 | 1968 | 1975 | 1982 | 1990 | 2006 | 2011 | 2016 | 2021 |
| ---- | ---- | ---- | ---- | ---- | ---- | ---- | ---- | ---- |
| 89   | 79   | 65   | 58   | 60   | 51   | 47   | 47   | 46   |

| 2022 | - | - | - | - | - | - | - | - |
| ---- | - | - | - | - | - | - | - | - |
| 46   | - | - | - | - | - | - | - | - |

## Culture locale et patrimoine

### Lieux et monuments
- L'église Saint-Michel de Brocourt, construite à la fin du XVIIe siècle. Elle possède un clocher daté de 1876. Elle a été restaurée après la Première Guerre mondiale. Sa cloche, datée de 1726 et due aux fondeurs de cloches Hanriot et Gaulard, est un objet classé depuis le 7 mars 1996[21].
- Le monument aux morts.
- Le cimetière militaire : Nécropole nationale Brocourt-en-Argonne.
- Un beau  lavoir.
- Un calvaire décoré aux rameaux de vigne.

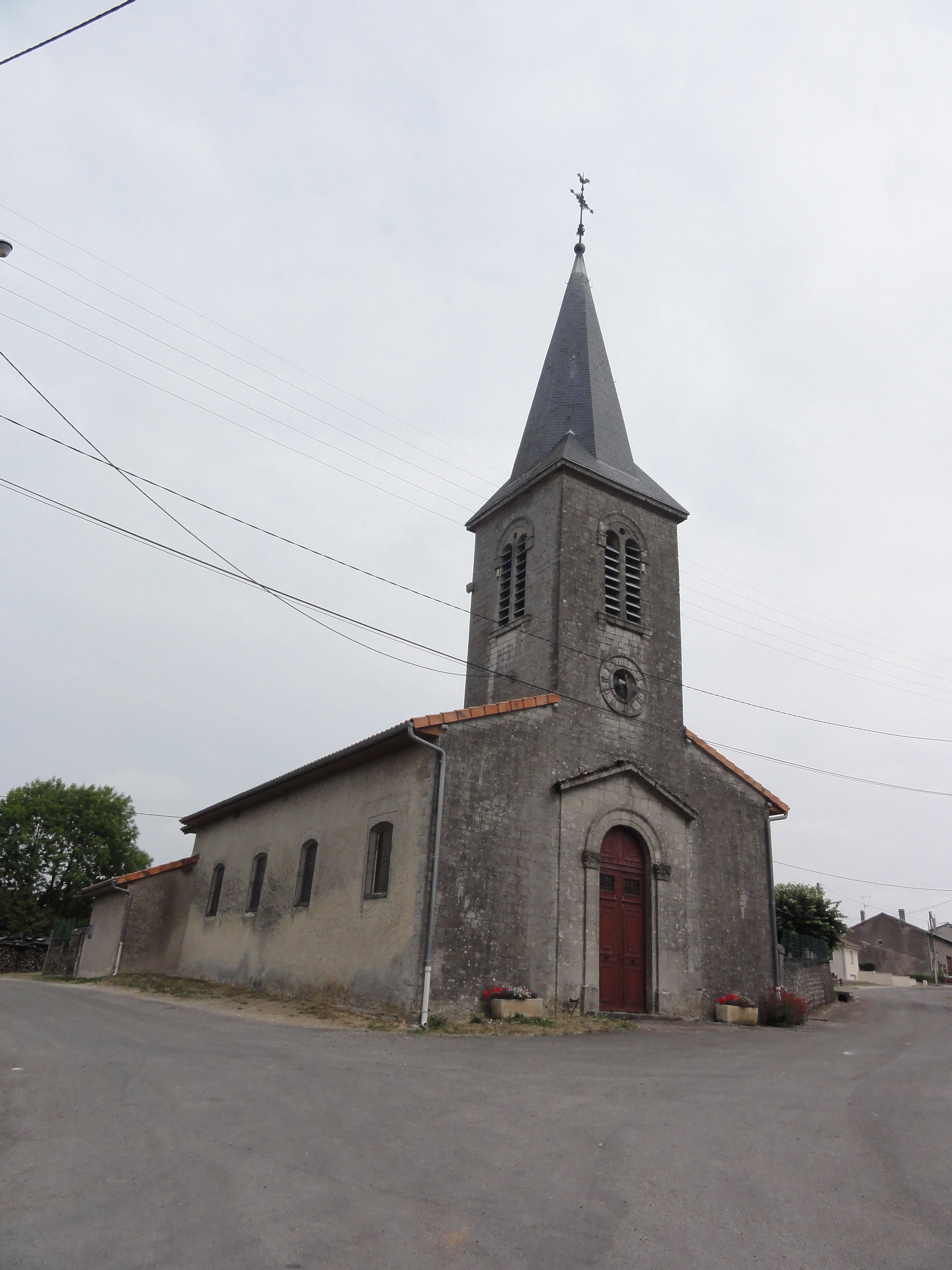
L'église Saint-Michel.
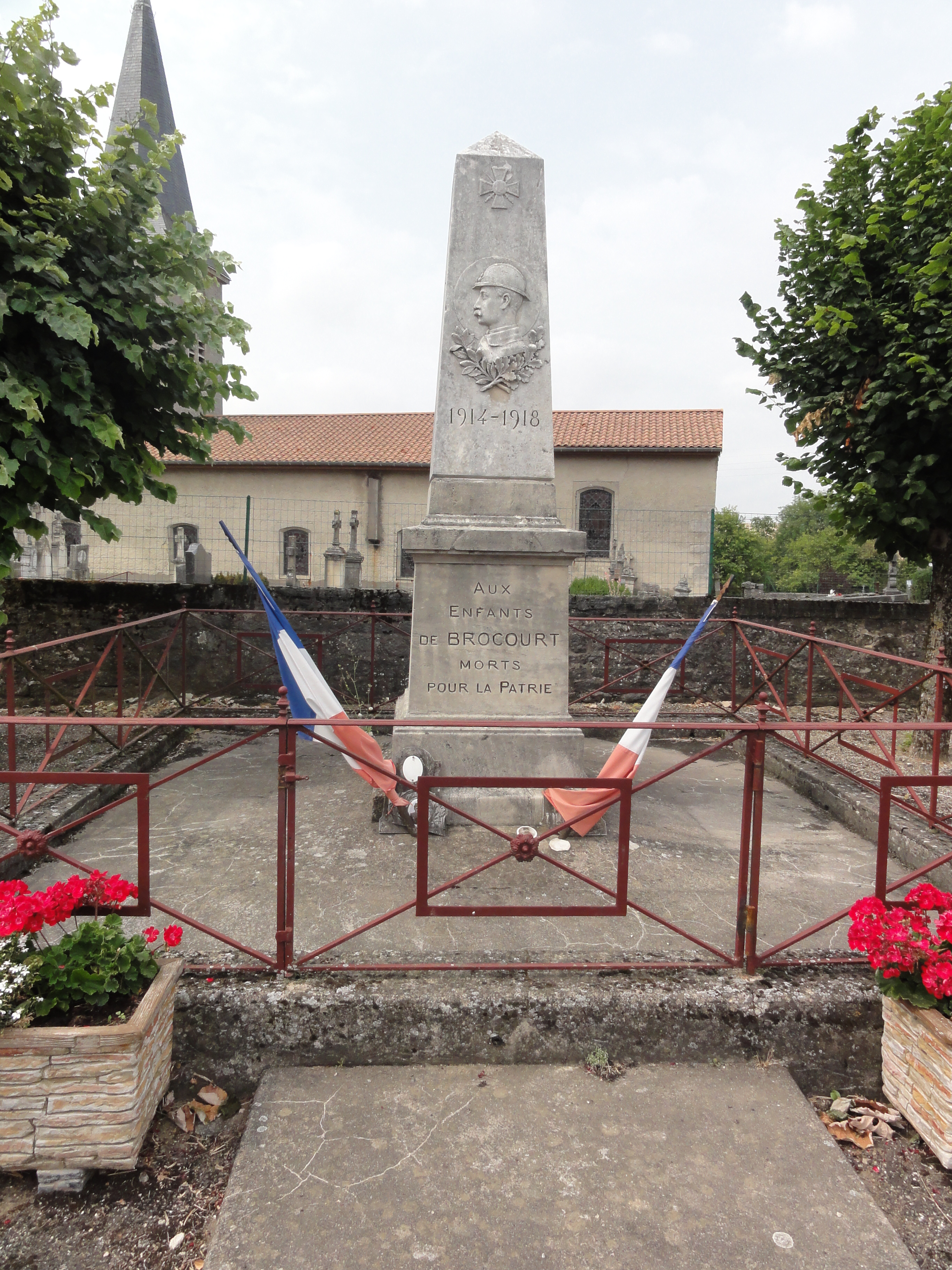
Monument aux morts.
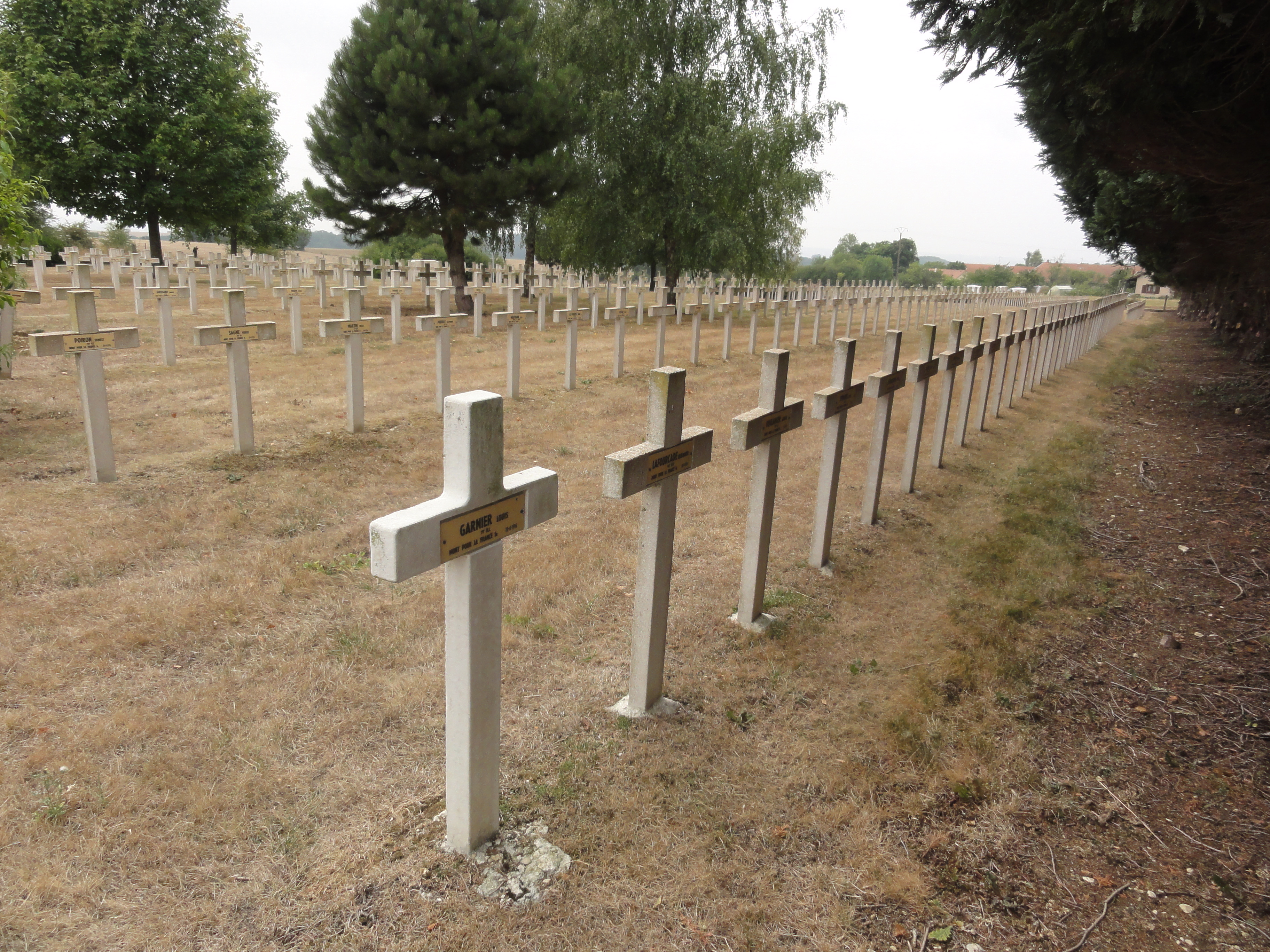
Nécropole nationale Brocourt-en-Argonne à Récicourt.
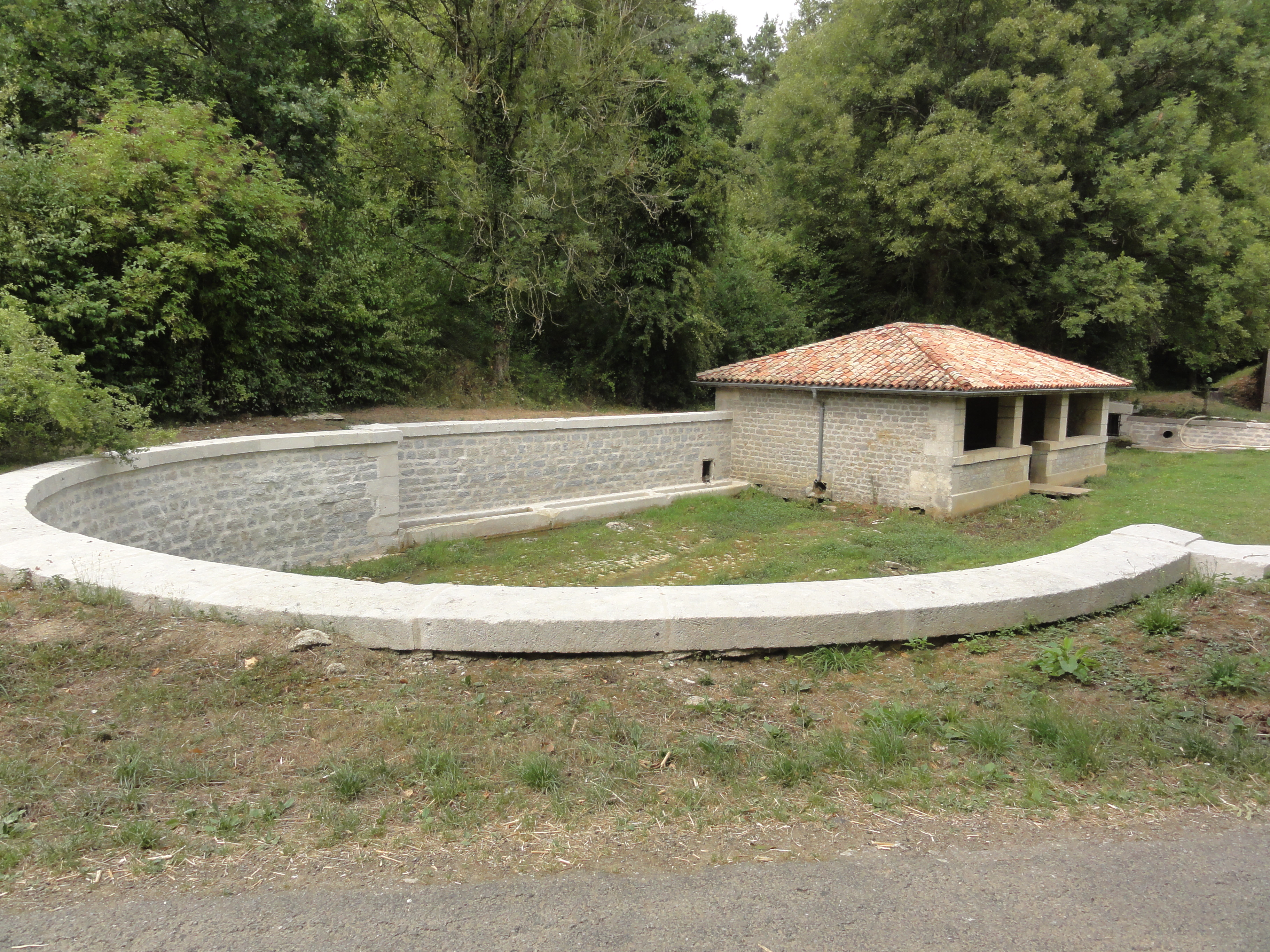
Lavoir, extérieur.
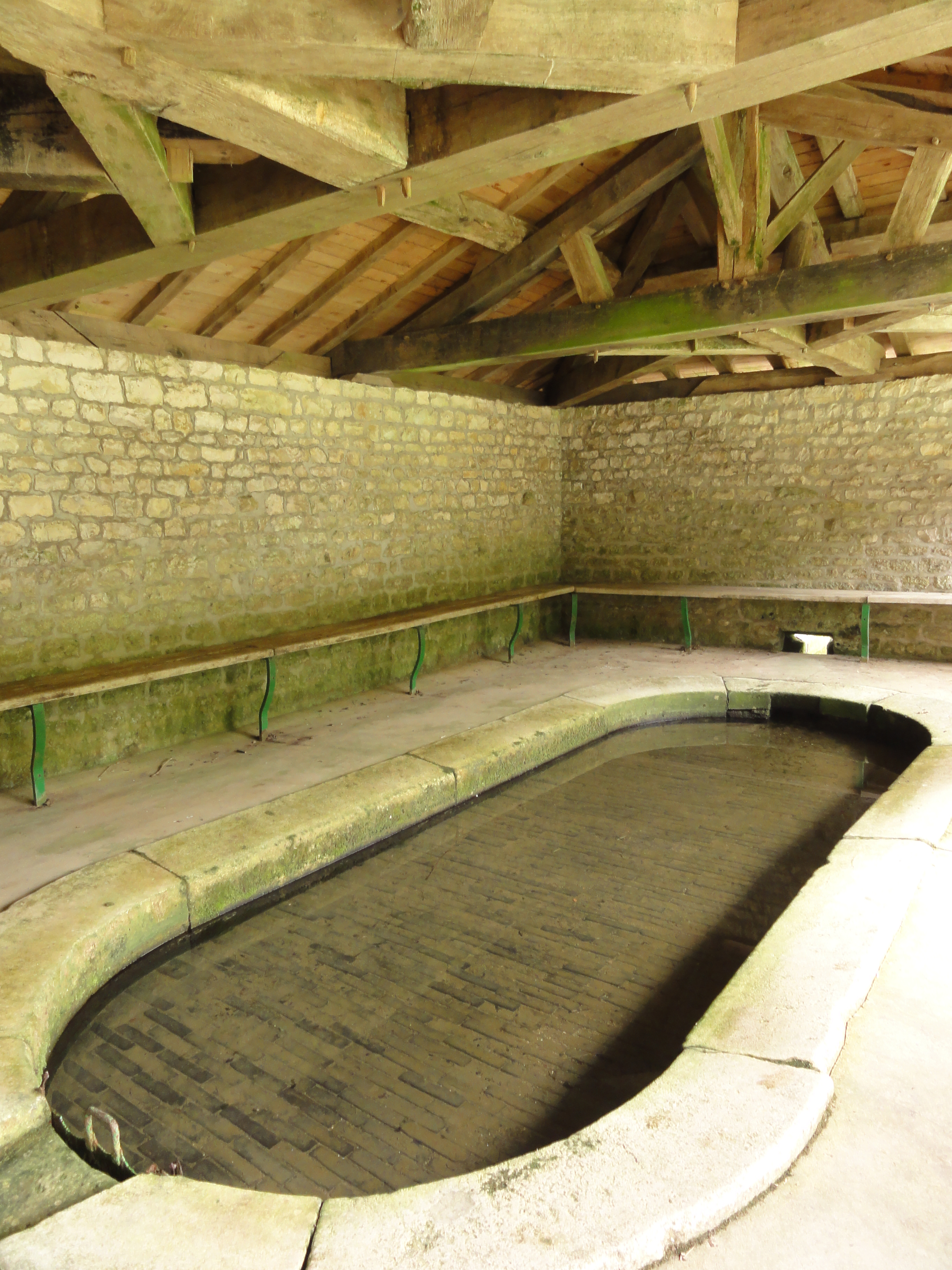
Lavoir, intérieur.
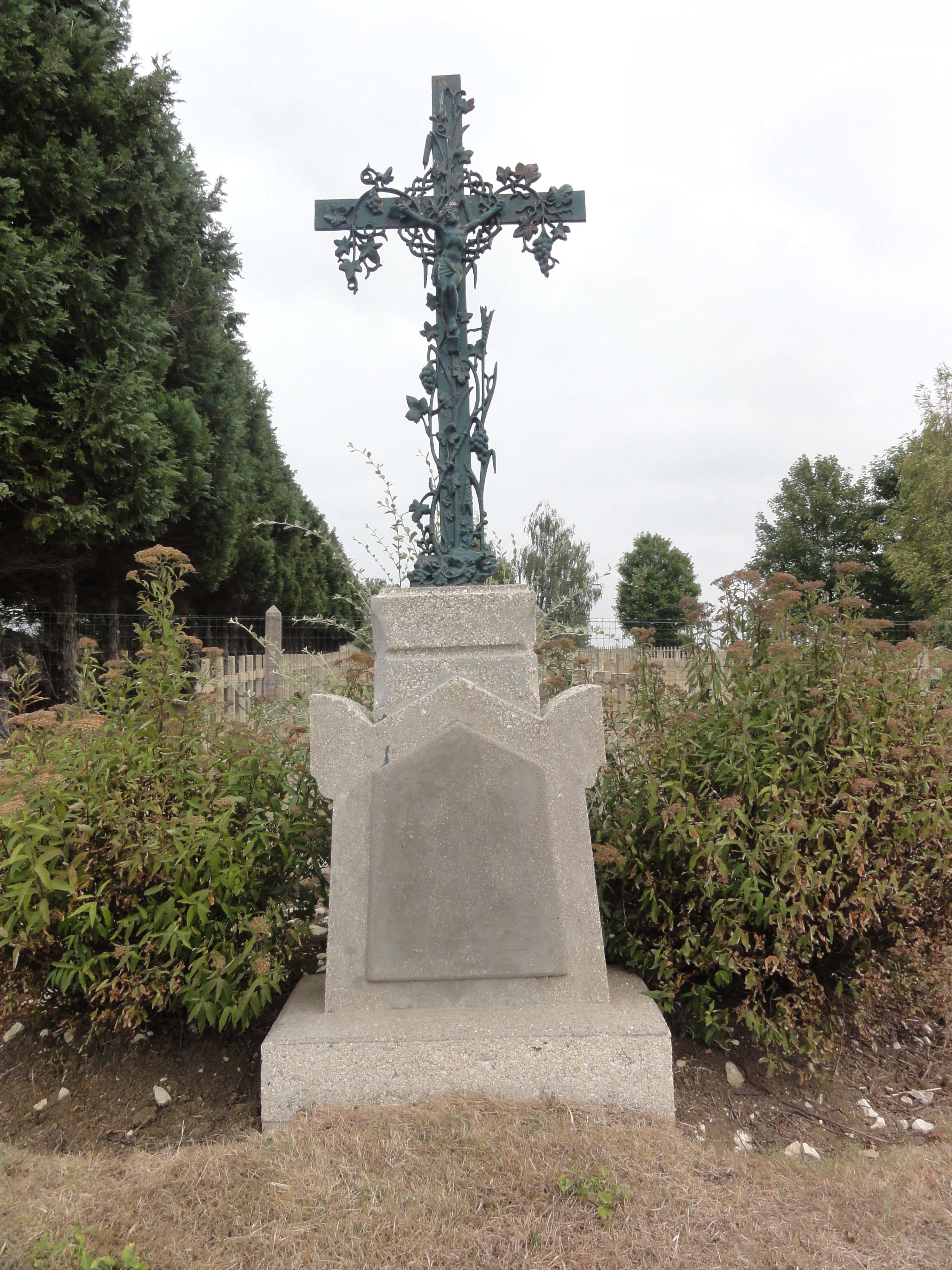
Calvaire décoré.

## Héraldique
| Blason de Brocourt-en-Argonne | Blason  | Tiercé en pairle: au 1) d'azur au broc de table d'argent chargé d'un escargot de tanné posé en bande; au 2) d'or à deux vannets de gueules rangés en bande; au 3) de gueules à deux navettes de tisserand d'or aux pointes d'argent et équipées de leur bobine d'azur, posées et rangées en barre                           |
| Blason de Brocourt-en-Argonne | Détails | Note:Le dessin ci contre respecte strictement le blasonnement officiel mais diffère de son dessin, lequel est en conflit héraldique avec le texte. En effet au 3) les deux filières sont dessinées l'une sur l'autre et sont donc plutôt rangée en pal Voir l'mage ici Création Robert A. Louis adoptée le 17 février 2024. |